# Epidesma albicincta
Epidesma albicincta är en fjärilsart som beskrevs av George Francis Hampson 1905. Epidesma albicincta ingår i släktet Epidesma och familjen björnspinnare. Inga underarter finns listade i Catalogue of Life.